# Tephritis pura
Tephritis pura är en tvåvingeart som först beskrevs av Friedrich Hermann Loew 1873.  Tephritis pura ingår i släktet Tephritis och familjen borrflugor. Inga underarter finns listade i Catalogue of Life.